# Sambiroto (Baron)
Sambiroto is een bestuurslaag in het regentschap Nganjuk van de provincie Oost-Java, Indonesië. Sambiroto telt 3287 inwoners (volkstelling 2010).